# 拉斯 (巴约讷区)
拉斯（法語：Lasse，法語發音：[las] ⓘ）是法国大西洋比利牛斯省的一个市镇，属于巴约讷区。

## 地理
拉斯（43°9'26"N, 1°15'36"W）面积14.79 平方千米，位于法国新阿基坦大区大西洋比利牛斯省，该省份为法国东南部省份，涵盖了贝阿恩与北巴斯克，西临大西洋比斯開灣，北至朗德省，东北接热尔省，东临上比利牛斯省，南与西班牙接壤。
与拉斯接壤的市镇（或旧市镇、城区）包括：阿诺克斯、阿尔内吉、阿斯卡拉特、邦卡、于阿尔特锡兹、巴尔卡洛斯。
拉斯的时区为UTC+01:00、UTC+02:00（夏令时）。

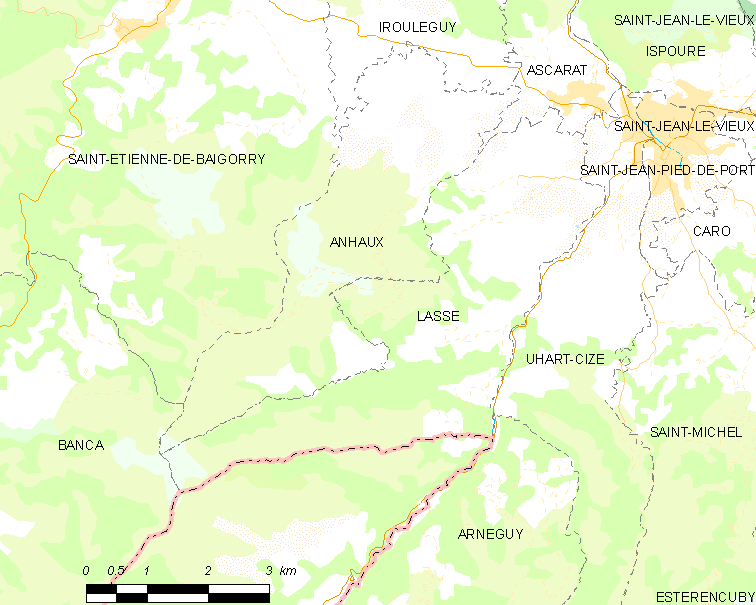
拉斯的OSM定位图

## 行政
拉斯的邮政编码为64220，INSEE市镇编码为64322。

## 政治
拉斯所属的省级选区为巴斯克山地县。

## 人口

1962-2008年间拉斯人口变化图示

拉斯于2022年1月1日时的人口数量为337人。